# Merostenus palauensis
Merostenus palauensis är en stekelart som beskrevs av Yoshimoto och Ishii 1965. Merostenus palauensis ingår i släktet Merostenus och familjen hoppglanssteklar.
Artens utbredningsområde är Palau. Inga underarter finns listade i Catalogue of Life.